# Eucelatoria striolata
Eucelatoria striolata là một loài ruồi trong họ Tachinidae.